# Pansiri Sukunee
Pansiri Sukunee (thailändisch ปานศิริ สุกุณีย์, * 27. März 1990), auch als Ten bekannt, ist ein thailändischer Fußballspieler.

## Karriere
Pansiri Sukunee spielte bis Ende 2017 beim PT Prachuap FC. Der Verein aus Prachuap spielte in der zweithöchsten Liga des Landes, der Thai League 2. Wo er vorher gespielt hat, ist unbekannt. Ende 2017 wurde er mit Prachuap Tabellendritter und stieg somit in die erste Liga auf. Nach dem Aufstieg verließ er den Verein und schloss sich dem Zweitligisten Samut Sakhon FC aus Samut Sakhon an. Ein Jahr später wechselte er zu dem ebenfalls in der zweiten Liga spielenden Udon Thani FC. Mit dem Verein aus Udon Thani spielte er 27-mal in der zweiten Liga. 2020 wurde er vom Zweitligisten Nongbua Pitchaya FC aus Nong Bua Lamphu unter Vertrag genommen. Im März 2021 feierte er mit Nongbua die Zweitligameisterschaft und den Aufstieg in die erste Liga. Im Juni 2022 verließ er Nongbua und schloss sich dem Erstligaaufsteiger Lampang FC an. Für den Klub aus Lampang gestritt er elf Ligaspiele. Nach der Hinrunde 2022/23 wechselte er im Dezember 2022 zum Zweitligisten Chiangmai United FC. Nach 32 Ligaspielen für den Verein aus Chiangmai wurde sein Vertrag im Sommer 2024 nicht verlängert. Im Juli 2024 nahm ihn sein ehemaliger Verein Lampang FC wieder unter Vertrag. Nach einer Spielzeit, in der er 23 Zweitligaspiele bestritt, wechselte er im Juli 2025 zum ebenfalls in der zweiten Liga spielenden Sisaket United FC.

## Erfolge
Nongbua Pitchaya FC
- Thailändischer Zweitligameister: 2020/21  ▲